# Tredaptive
Tredaptive (MSD) er en tresporet kolesterolbehandling fra juni 2009, der indeholder de to aktive stoffer nikotinsyre og laropiprant. 
Tredaptive anvendes til at regulere blodets indhold af forskellige fedttyper i blodet, hvor fedtfattig diæt alene og behandling med anden kolesterolsænkende medicin (statin) ikke har været tilstrækkelig til at få patientens kolesterol- og fedtværdier i blodet under kontrol.

## Virkningsmekanisme
Det virksomme stof i Tredaptive, nikotinsyre, er et naturligt forekommende stof, der anvendes i lave doser som et vitamin. Stoffet kaldes også B3 vitamin.

Nikotinsyre i høje doser kan:

•	Nedsætte det skadelige kolesterol, LDL (low density lipoprotein) 
•	Øge det gode kolesterol, HDL (high density lipoprotein) 
•	Nedsætte triglycerid, der fungerer som cellernes energikilde

Nikotinsyre har været anvendt siden 1960'erne, men kun i begrænset omfang på grund af de ikke-alvorlige, men generende bivirkninger: Kraftig rødmen og varmefølelse i ansigt og på overkroppen. Ved at kombinere nikotinsyre og lapopiprant er det lykkedes at nedsætte forekomsten af rødmen og varmefølelse, idet lapopiprant hæmmer forekomsten af disse bivirkninger.

## Effekt
Tredaptive er undersøgt på mere end 4.700 patienter og har vist, at det effektivt kan sænke LDL-kolesterol, hæve HDL-kolesterol og sænke niveauet af triglycerider.   Herved modvirkes åreforkalkninger, og risikoen for blodpropper i hjertet og andre organer mindskes. 

## Bivirkninger
De mest almindelige bivirkninger ved Tredaptive er: Rødmen, varmefølelse i huden, kløe, og kvalme. Rødmen og varmefølelse, specielt i ansigtet, ses oftest i begyndelsen af behandlingen, men aftager eller forsvinder for det meste efter kort tid. 

## Anvendelse
Tredaptive findes som tablet. Én tablet indeholder 1000 mg nikotinsyre og 20 mg laropiprant. Tredaptive tages en gang om dagen. Man starter normalt med én tablet dagligt og efter fire ugers behandling sættes dosis op til to tabletter. Tredaptive koster 14,25 kr. om dagen for 2 tabletter.
Tredaptive kan – og bør normalt – bruges sammen med statiner, men kan anvendes som monoterapi, når statiner ikke tåles. 
Hverken gravide eller ammende må anvende Tredaptive. Brug af Tredaptive frarådes også til patienter med dårligt fungerende lever, mavesår samt pulsåreblødning. 
Tredaptive skal anvendes med forsigtighed ved hjertesygdom, sukkersyge, mavesår, nedsat nyre- og leverfunktion, for stort alkoholforbrug samt ved alvorlig muskelsygdom (rhabdomyolose).

## IRF
Institut for Rationel Farmakoterapi under Lægemiddelstyrelsen skriver i dets omtale af Tredaptive:
”IRF mener, at Tredaptive kan forsøges hos personer med højt indhold af kolesterol i blodet, når behandling med statin alene ikke har haft tilfredsstillende effekt.”
Tredaptive blev markedsført 1. juni 2009.